# Гранит-Бей (Каліфорнія)
Гранит-Бей (англ. Granite Bay) — переписна місцевість (CDP) в США, в окрузі Пласер штату Каліфорнія. Населення — 21 247 осіб (2020).

## Географія
Гранит-Бей розташований за координатами 38°45′27″ пн. ш. 121°10′8″ зх. д. / 38.75750° пн. ш. 121.16889° зх. д. (38.757402, -121.168915).  За даними Бюро перепису населення США в 2010 році переписна місцевість мала площу 55,87 км², з яких 55,76 км² — суходіл та 0,11 км² — водойми.

### Клімат
| Клімат : Гранит-Бей                                                       | Клімат : Гранит-Бей | Клімат : Гранит-Бей | Клімат : Гранит-Бей | Клімат : Гранит-Бей | Клімат : Гранит-Бей | Клімат : Гранит-Бей | Клімат : Гранит-Бей | Клімат : Гранит-Бей | Клімат : Гранит-Бей | Клімат : Гранит-Бей | Клімат : Гранит-Бей | Клімат : Гранит-Бей | Клімат : Гранит-Бей |
| Показник                                                                  | Січ.                | Лют.                | Бер.                | Квіт.               | Трав.               | Черв.               | Лип.                | Серп.               | Вер.                | Жовт.               | Лист.               | Груд.               | Рік                 |
| Абсолютний максимум, °C                                                   | 23,9                | 25,6                | 30,0                | 36,7                | 41,7                | 43,3                | 46,1                | 43,3                | 43,9                | 38,9                | 30,6                | 24,4                | 46,1                |
| Середній максимум, °C                                                     | 11,7                | 15,6                | 17,8                | 21,7                | 26,7                | 31,1                | 34,4                | 33,3                | 30,6                | 25,0                | 17,2                | 12,2                | 23,1                |
| Середня температура, °C                                                   | 7,8                 | 10,6                | 12,2                | 15,6                | 18,9                | 22,8                | 25,6                | 24,4                | 22,8                | 18,3                | 12,2                | 8,3                 | 16,6                |
| Середній мінімум, °C                                                      | 3,9                 | 5,6                 | 6,7                 | 8,9                 | 11,7                | 14,4                | 16,1                | 16,1                | 14,4                | 11,1                | 6,7                 | 3,9                 | 10,0                |
| Абсолютний мінімум, °C                                                    | −6,1                | −5                  | −2,8                | 0,6                 | 2,2                 | 6,1                 | 8,9                 | 7,8                 | 5,0                 | −0,6                | −2,8                | −8,9                | −8,9                |
| Норма опадів, мм                                                          | 101                 | 88                  | 78                  | 40                  | 15                  | 3                   | 1                   | 2                   | 9                   | 27                  | 71                  | 85                  | 43                  |
| ------------------------------------------------------------------------- | ------------------- | ------------------- | ------------------- | ------------------- | ------------------- | ------------------- | ------------------- | ------------------- | ------------------- | ------------------- | ------------------- | ------------------- | ------------------- |
| Джерело: http://www.myforecast.com/bin/climate.m?city=516009&metric=false |                     |                     |                     |                     |                     |                     |                     |                     |                     |                     |                     |                     |                     |

## Демографія
Згідно з переписом 2010 року, у переписній місцевості мешкали 20 402 особи в 7202 домогосподарствах у складі 5956 родин. Густота населення становила 365 осіб/км².  Було 7542 помешкання (135/км²).
Расовий склад населення:
| - 88,0 % — білих - 5,6 % — азіатів - 0,7 % — корінних американців - 0,7 % — чорних або афроамериканців - 0,1 % — вихідців з тихоокеанських островів - 1,1 % — осіб інших рас |

До двох чи більше рас належало 3,7 %. Частка іспаномовних становила 6,2 % від усіх жителів.
За віковим діапазоном населення розподілялося таким чином: 26,0 % — особи молодші 18 років, 59,5 % — особи у віці 18—64 років, 14,5 % — особи у віці 65 років та старші. Медіана віку мешканця становила 46,0 року. На 100 осіб жіночої статі у переписній місцевості припадало 98,5 чоловіків;  на 100 жінок у віці від 18 років та старших — 96,2 чоловіків також старших 18 років.
Середній дохід на одне домашнє господарство  становив 156 709 доларів США (медіана — 112 718), а середній дохід на одну сім'ю — 171 105 доларів (медіана — 128 545). Медіана доходів становила 110 583 долари для чоловіків та 74 830 доларів для жінок. За межею бідності перебувало 3,2 % осіб, у тому числі 3,0 % дітей у віці до 18 років та 2,6 % осіб у віці 65 років та старших.
Цивільне працевлаштоване населення становило 9462 особи. Основні галузі зайнятості: освіта, охорона здоров'я та соціальна допомога — 22,9 %, науковці, спеціалісти, менеджери — 14,2 %, фінанси, страхування та нерухомість — 9,3 %, виробництво — 9,2 %.